# Marinus Voorberg
Marinus Cornelis Voorberg (Hoek van Holland, 7 mei 1920 – Hilversum, 30 juli 1985) was een Nederlands pianist, organist en (koor)dirigent.
Hij, roepnaam Rien, was zoon van Ida Cornelia Moor en Johannes Voorberg. Hij was een oom van architect Jan Voorberg. Hijzelf was getrouwd met Elisabeth Hofland (1919-1995).
Het natuurtalent zat al op elfjarige leeftijd op het podium bij een concert in Naaldwijk. Het leverde hem na een auditie de plaats achter het orgel van de Gereformeerde Gemeente in Naaldwijk op. In die dagen was hij soms op de radio te horen als pianobegeleider voor koren. Op zestienjarige leeftijd kreeg hij in België zijn pianistendiploma (Nederland vond hem te jong) Degré moyen du jury central de musique de Belgique. Dit leidde weer tot studies bij Hugo van Dalen (piano), Bart Verhallen (harmonieleer, contrapunt, compositieleer, directie) en Adriaan Engels (orgel) aan het Haags Conservatorium. Het conservatorium eerde hem bij zijn cum laude examen met een geschenk in de vorm van een Bechsteinpiano. Er volgde nog een directieleerschool in Siena,
Ondertussen was Voorberg verder gegaan met zijn loopbaan als uitvoerend musicus, vanachter piano en orgel (soms begeleid door orkest) verzorgde hij menig concert, ook tijdens Tweede Wereldoorlog. Alhoewel dus al werkzaam gedurende zijn jeugd, zat hij toch als “debutant” (hij was invaller) achter de piano tijdens een debutantenconcert in het Haags Gemeentemuseum, andere debutant was zangeres Nora Heintz.
Vanaf 1946 was hij jarenlang werkzaam bij de NCRV, waarbij het NCRV Vocaal Ensemble in 28 jaar tijd naar grote hoogten bracht, voordat het in 1978 toch opgedoekt werd. Daarna leidde hij allerlei koren zoals het Stuttgarts Radiokoor. 
Hij gaf les aan het Christelijk Lyceum Hilversum met een onderbreking voor een tournee door Nederlands-Indië (1947) en Europa (1949).Hij dirigeerde voorts vanaf 1961 het Amsterdams Kamerorkest (het latere Concertgebouw Kamerorkest).
De Algemene muziek encyclopedie meldde dat het NCRV-koor onder hem gespecialiseerd raakte in het moeilijke em moderne  a capella-repertoire zoals de Klaagliederen van Jeremia en Ernst Křenek in 1957 tot in Kassel, Lamento Pacis van Ton de Leeuw en Canti Carnascialeschi van Robert Heppener,
Zijn werk als dirigent is vastgelegd door een aantal opnamen aldus Muziekweb, in 1970 kreeg hij de Edison won voor opnamen van madrigalen en responsoria van Claudio Monteverdi. Hij kreeg die prijs tegelijk met onder andere Elly Ameling, Anner Bijlsma, Pierre Boulez en Bernard Haitink.
  

Sinds 1971 was hij ridder in de Orde van Oranje-Nassau. Hij overleed in de nacht van 29 op 30 juli, binnen een maand nadat hij met pensioen ging. Hij werd begraven op Zuiderhof; zijn vrouw werd in 1995 bijgezet onder de gezamenlijke zerk met de tekst:
Ich weiss dass mein Erlöser lebt (Johann Sebastian Bach)